# فهرست موزه‌های سکس
موزهٔ سکس (به انگلیسی: Sex museum) یا موزهٔ اِروتیک یا موزهٔ آثار اِروتیک، موزه‌ای است که در آن آثار هنری مربوط به سکس و امور جنسی نمایش داده می‌شود. در این نوع موزه‌ها وسایل و ابزارهای کمک‌جنسی و کلیهٔ اسناد و آثار هنری ـ تاریخیِ وابسته به امور جنسی و سکسی به معرض نمایش گذاشته می‌شود. در قارهٔ اروپا و درخلال انقلاب جنسی، که در سال‌های اواخر دههٔ ۱۹۶۰ و دههٔ ۱۹۷۰ م روی داد، این موزه‌ها دارای محبوبیت خاصی بودند. تعداد آن‌ها بسیار محدود (۱۸ مورد در اروپا و ۱۴ مورد در بقیه قاره ها) است و بسیاری از آن‌ها به دلیل عدم استقبال تعطیل شده‌اند.

## موزه‌های معروف

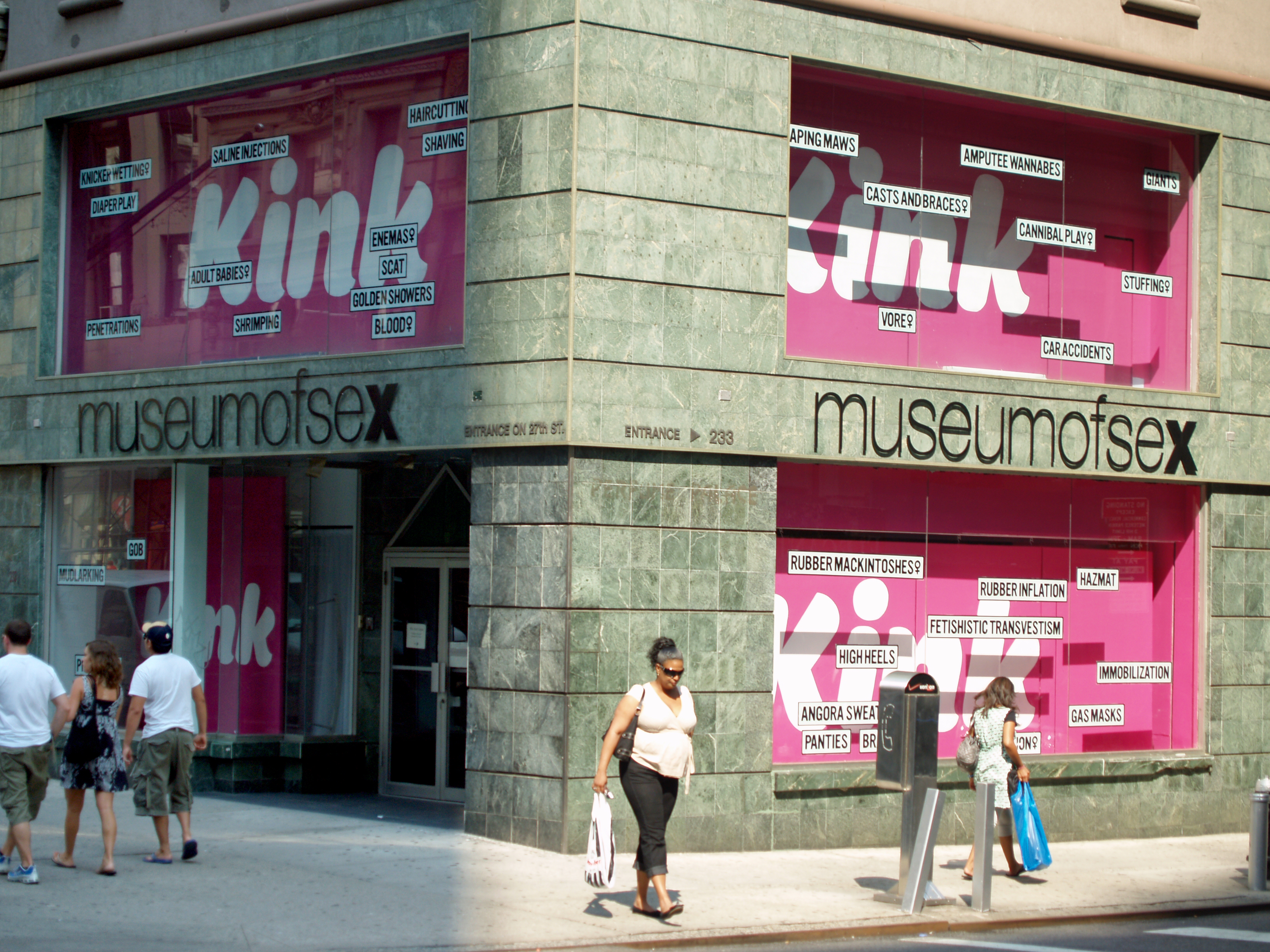
موزهٔ سکس نیویورک

### آمریکای شمالی
- موزهٔ سکس سانفرانسیسکو که در دههٔ ۱۹۷۰ فعال بود.
- موزهٔ سکس نیویورک که در سال ۲۰۰۲ افتتاح شد.[۱]
- موزهٔ سکس هالیوود که در سال ۲۰۰۴ افتتاح شد. این موزه در حال حاضر بسته شده و در حال حاضر شامل یک فروشگاه خرده فروشی است.[۲]

### اروپا
- موزهٔ شهوت‌گرایی پاریس که در سال ۲۰۱۲ افتتاح شد.
- موزهٔ آثار اِروتیک هامبورگ که در سال ۱۹۹۲ افتتاح شد.
- موزهٔ اِروتیکِ بیت اوش برلین که در سال ۱۹۹۶ افتتاح شد. این موزه خود را بزرگ‌ترین موزهٔ سکس جهان معرفی کرده‌است.

### آسیا
- موزهٔ سرزمین عشق در کره جنوبی
- در ژاپن تعداد زیادی از این موزه‌ها وجود دارد که به «هیهوکان» معروف هستند. هیهوکان به‌معنی «سرای گنجینه‌های پنهان» است.
- در سال ۲۰۰۲ یک موزهٔ سکس در بمبئی افتتاح شد.